# Gustav Weder
Gustav Weder   (Diepoldsau, 2 d'agost de 1961) és un pilot de bob suís, ja retirat, que va competir durant les dècades de 1980 i 1990.
El 1988 va prendre part en els Jocs Olímpics d'Hivern de Calgary, on fou quart en la cursa de bobs a dos del programa de bobsleigh. Quatre anys més tard, als Jocs d'Albertville, va disputar les dues proves del programa de bobsleigh. Fent parella amb Donat Acklin guanyà la medalla d'or en la prova de bobs a dos, i la de bronze en la de bobs a quatre, formant equip amb el mateix Acklin
Lorenz Schindelholz i Curdin Morell. Fou l'encarregat de dur la bandera suïssa durant la cerimònia de clausura dels Jocs. La tercera i darrera participació en uns Jocs va tenir lloc el 1994, a Lillehammer, on a més fou l'abanderat en la cerimònia inaugural. Revalidà la medalla d'or, amb Acklin com a parella, en la prova de bobs a dos i guanyà la de plata en la de bobs a quatre, formant equip amb el mateix Acklin, Kurt Meier i Domenico Semeraro.
En el seu palmarès també destaquen quatre medalles d'or i quatre de plata al Campionat del món de bob, set ors i tres bronzes al Campionat d'Europa de bob i quatre ors i set plates a la Copa del Món de bob.